# Reformism
Reformism eller reformistisk socialism är begrepp för ett ideologiskt vägval inom socialismen, hur förändringar och förvandling av ett samhälle bör gå till. Reformister vill till skillnad från revolutionärer förändra samhället gradvis med reformer, i stället för en omställning genom revolution. 
En viktig person för reformismen var den tyske marxistiske revisionistiska filosofen och politikern Eduard Bernstein (1850–1932). Han lade grunden för vad som senare skulle komma att splittra den socialistiska rörelsen i två läger, den reformistiska samt den kommunistiska.
Reformismen var i sin ursprungliga betydelse ett arbetssätt inom socialismen där man ville avskaffa kapitalismen för att införa det klasslösa samhället (kommunismen) genom stegvisa reformer. Man ville nå målet genom allmän rösträtt och parlamentariska beslut. Under 1900-talet utvecklades reformismen till att ofta vara synonym med socialdemokratins strävan för sociala reformer (exempelvis reformen för åtta timmars arbetsdag i Sverige, 1919) och processer, utan ett specifikt slutmål.

## Andra definitioner
Ordet kan i vår tid även ha en vidare betydelse och då syfta på allmän socialreformatorisk verksamhet som också borgerliga partier kan vara anhängare av. Begreppet används bland annat även i EU-sammanhang, till exempel inom partigruppen Europeiska konservativa och reformister i Europaparlamentet.